# Nyangwa
Nyangwa är ett periodiskt vattendrag i Burundi.   Det ligger i provinsen Bururi, i den sydvästra delen av landet, 50 km söder om huvudstaden Bujumbura.
Omgivningarna runt Nyangwa är en mosaik av jordbruksmark och naturlig växtlighet. Runt Nyangwa är det ganska tätbefolkat, med 248 invånare per kvadratkilometer.